# Exotic Flora
Exotic Flora (abreviado Exot. Fl.) es un libro con ilustraciones y descripciones botánicas que fue escrito por el ilustrador botánico, botánico, micólogo, pteridólogo, briólogo, y algólogo inglés, William Jackson Hooker. Fue editado en Edimburgo en tres volúmenes con 38 fascículos con el nombre de Exotic Flora, Containing Figures and Descriptions of New, Rare or Otherwise Interesting Exotic Plants...with Remarks Upon Their Generic and Specific Characters, Natural Orders, History, Culture, Time of Flowering, &c. By William Jackson Hooker.

## Publicación
38 fascicles en 3 vols., 1822-1827. Fasc. 1, pl. 1-17(-20?), Aug 1822; Fasc. 2, pl. 18-33, 1 Dec 1822; Fasc. 3, pl. 34-48, Apr 1823; Fasc. 4, pl. 49-63, 1 Jun 1823; Fasc. 5, pl. 64-79, early Nov 1823; Fasc. 6, pl. 80-84, Jan 1824; Fasc. 7, pl. 85-89, Feb 1824; Fasc. 8, pl. 90-94, Mar 1824; Fasc. 9, pl. 95-99, Apr 1824; Fasc. 10, pl. 100-104, May 1824; Fasc. 11, pl. 105-109, Jun 1824; Fasc. 12, pl. 110-113, Jul 1824; Fasc. 13, pl. 114-118, Aug 1824; Fasc. 14, pl. 119-123, Sep 1824; Fasc. 15, pl. 124-127, Oct 1824; Fasc. 16, pl. 128-132, Nov 1824; Fasc. 17, pl. 133-137, Dec 1824; Fasc. 18, pl. 138-141, Jun? 1825; Fasc. 19, pl. 142-145, Feb 1825; Fasc. 20, pl. 146-150, Mar 1825; Fasc. 21, pl. 151-154, Jun 1825; Fasc. 22, pl. 155-158, Jun 1825; Fasc. 23, pl. 159-163, Jun 1825; Fasc. 24, pl. 164-167, Jul 1825; Fasc. 25, pl. 168-172, Aug 1825; Fasc. 26, pl. 173-177, Sep 1825; Fasc. 27, pl. 178-181, Oct 1825; Fasc. 28, pl. 182-185, Nov 1825; Fasc. 29, pl. 186-189, Dec 1825; Fasc. 30, pl. 190-194, Jan 1826; Fasc. 31, pl. 195-199, Feb 1826; Fasc. 32, pl. 200-204, Mar 1826; Fasc. 33, pl. 205-208, Apr 1826; Fasc. 34, pl. 209-212, May 1826; Fasc. 35, pl. 213-217, Jun1826; Fasc. 36, pl. 218-222, ? 1826; Fasc. 37, pl. 223-227, 1827; Fasc. 38, pl. 228-232, Jan 1827